# Stefan "Lillis" Jonsson
Hans Stefan "Lillis" Jonsson, född 6 oktober 1964 i Ljusdal, är en svensk bandytränare och tidigare bandyspelare. Han utsågs till Årets man i svensk bandy 1990.
Han debuterade i Sveriges högstadivision 1980 med Ljusdals BK, endast 16 år gammal. 1988 gick han till Västerås SK, som han spelade elva SM-finaler med och vann sex SM-guld (1989, 1990, 1993, 1994, 1996 och 1998). Han vann också fyra VM-guld med svenska landslaget.
Säsongen 2007/2008 spelade han sin sista elitsäsong, 43 år gammal, för Hammarby IF.